# آيت عبد الله (تحسانت)
آيت عبد الله هو دُوَّار يقع بجماعة التوامة، إقليم الحوز، جهة مراكش آسفي في المملكة المغربية. ينتمي الدوّار لمشيخة تحسانت التي تضم 12 دوار. يقدر عدد سكانه بـ 435 نسمة حسب الإحصاء الرسمي للسكان والسكنى لسنة 2004.

## وصلات خارجية
- البوابة الوطنية للجماعات الترابية
- المندوبية السامية للتخطيط